# Lijst van imitaties in Koefnoen
Onderstaande lijst geeft een overzicht van de imitaties in Koefnoen. Dit televisieprogramma bestaat sinds 2004.

## Jeremy Baker
- Thomas Anders (Modern Talking)
- Charles Aznavour
- Paus Benedictus XVI
- Mary Bennet (Pride and Prejudice)
- Kurt Cobain
- Sander Dekker
- Kathleen Ferrier
- Anne Frank
- Ann Goldstein
- Nico de Haan
- Wouter Hamel
- Hamlet
- Damien Hirst
- Jesse Klaver
- Klukkluk
- Eimert van Middelkoop
- Albert Mol
- Joep Onderdelinden (als "Postbode Siemen" in Zaai)
- Florrie Rost van Tonningen
- André Rouvoet
- Marjon van Royen (parodie: Marjol Kachel-Blauw)
- Antonio Salieri
- Nico Steijnen (advocaat in de zaak-Geert Wilders)
- Ard van der Steur
- Margaret Thatcher
- Serge-Henri Valcke (als "commissaris Buitendam" in Baantjer)
- Amy Winehouse

## Plien van Bennekom
- Tooske Breugem
- Floortje Dessing
- Natasja Froger
- Karin de Groot (Op zoek naar het zesde zintuig)
- Anky van Grunsven
- Fiona Hering
- Brigitte Kaandorp
- Jetta Klijnsma
- Lady Gaga
- Monique Massing (Groeten terug)
- Linda de Mol
- Chazia Mourali
- Judith Osborn
- Yolanthe Sneijder-Cabau
- Bonnie St. Claire
- Ebru Umar
- Gerda Verburg
- Hella van der Wijst (De wandeling)

## Beppe Costa
- Napoleon Bonaparte

## Frans van Deursen
- Ad Koppejan
- Mark Rutte

## Marisa van Eyle
- Annie M.G. Schmidt

## Mouna Goeman Borgesius
- Caroline Tensen

## Genio de Groot
- Harry Mulisch

## Paul Groot
- Michael Abspoel (stem van Man bijt hond)
- Plien van Bennekom (als "Irma Iepma" in Zaai)
- Jane Bennet (Pride and Prejudice)
- Wim de Bie (als "Tedje van Es")
- Martine Bijl
- Henk Bleker
- Adèle Bloemendaal
- Arie Boomsma
- Marco Borsato
- Wouter Bos
- Joop Braakhekke
- Jos Brink
- Tijs van den Brink
- Inge de Bruijn
- Julius Caesar
- Olga Commandeur
- Dame Edna
- Jules Deelder
- Midas Dekkers
- René Descartes
- Adriaan van Dis
- Boris Dittrich
- Piet Hein Donner
- Henk van Dorp
- Michael Douglas (als "Nick Curran" in Basic Instinct)
- André van Duin (als voice-over van Te land, ter zee en in de lucht en als "Meneer Wijdbeens")
- Bengt Ekerot (als "de dood" in Het zevende zegel)
- Beau van Erven Dorens
- Pim Fortuyn
- Willibrord Frequin
- René Froger
- Wilfred Genee
- Richard Gere (als "Zack Mayo" in An Officer and a Gentleman)
- Rex Gildo
- Hans Goedkoop
- Vincent van Gogh
- Gordon
- Kapitein Haddock
- David Hasselhoff (als "Michael Knight" in Knight Rider)
- Rutger Hauer (als "Erik Lanshof" in Soldaat van Oranje)
- Mat Herben
- Ernst Hirsch Ballin
- Greet Hofmans
- Twan Huys
- Enrique Iglesias
- Paskal Jakobsen (BLØF)
- Jaap Jongbloed
- Freek de Jonge
- Annemarie Jorritsma
- Wim Kan
- Pierre Kartner
- Kateeko (Groeten terug)
- Hans Klok
- Gerrit Komrij
- Martin Koolhoven
- Paul de Leeuw
- Bert van Leeuwen
- David Letterman
- Ruud Lubbers
- Joseph Luns
- Guus Meeuwis
- George Michael
- Mika
- Anouchka van Miltenburg
- Bram Moszkowicz
- Wolfgang Amadeus Mozart
- Ivo Niehe
- Matthijs van Nieuwkerk
- Willem Nijholt
- Ivo Opstelten
- Ab Osterhaus
- Piet Paulusma
- Jeroen Pauw
- Harmke Pijpers
- Prem Radhakishun
- Piet Römer (als "Jurriaan de Cock" in Baantjer)
- Bob Ross
- Diederik Samsom
- Paul Scheffer
- Robert Schoemacher
- Tineke Schouten
- Sinterklaas
- Henk Spaan
- Tarzan
- Erica Terpstra
- John Travolta (als "Vincent Vega" in Pulp Fiction)
- Bert van der Veer
- Mari van de Ven
- Albert Verlinde
- Ad Visser
- Frank Visser
- Freek Vonk
- Jack de Vries
- Peter R. de Vries
- Dominique Weesie
- Filemon Wesselink
- Henk Westbroek
- Frits Wester
- Geert Wilders
- Jan Wolkers
- Chris Zegers

## Frank Houtappels
- Tineke de Nooij

## John Jones
- Barack Obama

## Bianca Krijgsman
- Willeke Alberti
- Sonja Bakker
- Dyanne Beekman
- Elizabeth Bennet (Pride and Prejudice)
- Caroline De Bruijn
- Char
- Femke Halsema
- Rachel Hazes
- Janny van der Heijden
- Marijke Helwegen
- Penny de Jager
- Irene van de Laar
- Pippi Langkous
- Bridget Maasland
- Angela Merkel
- Liza Minnelli
- Jorinde Moll
- Marian Mudder (als "Vera Prins" in Baantjer)
- Gonny van Oudenallen
- Sarah Palin
- Édith Piaf
- Annie M.G. Schmidt
- Monique Smit
- Audrey Tautou (als "Amélie Poulain" in Le Fabuleux Destin d'Amélie Poulain)
- Caroline Tensen
- Marianne Thieme
- Corry Vonk
- Debra Winger (als "Paula Pokrifki" in An Officer and a Gentleman)

## Raymonde de Kuyper
- Hanneke Groenteman

## Arjen Lubach
- Nico Dijkshoorn

## Marjan Luif
- Sonja Barend
- Koningin Beatrix
- Majoor Bosshardt
- Jacqueline Cramer
- Gretta Duisenberg
- Koningin Juliana
- Catherine Keyl
- Pippi Langkous
- Ans Markus
- Karla Peijs
- Nienke Sikkema (als "Mevrouw De Cock" in Baantjer)
- Carry Slee
- Moeder Teresa
- Hummie van der Tonnekreek
- Rita Verdonk
- Koningin Wilhelmina

## Erik van Muiswinkel
- René van der Gijp
- Bruce Irwin, "broer" van Steve Irwin
- Hans Massing (Groeten terug)
- John de Mol
- Bram Moszkowicz
- Jan Mulder
- Emile Roemer
- Maarten van Rossem
- Martin Šimek
- Frans Timmermans

## Anousha Nzume
- Oprah Winfrey

## Sander van Opzeeland
- George W. Bush
- Edwin de Roy van Zuydewijn

## Ellen Pieters
- Caro Emerald
- Neelie Kroes
- Prinses Máxima

## Eva Poppink
- Yvon Jaspers

## Lone van Roosendaal
- Ilse DeLange
- Madonna

## Martine Sandifort
- Anouk
- Sacha de Boer
- Patty Brard
- Prinses Christina
- Daphne Deckers
- Jeanine Hennis-Plasschaert
- Guusje ter Horst
- Jet Bussemaker
- Eva Jinek
- Samantha de Jong
- Goedele Liekens
- Ellen de Man Lapidoth
- Prinses Máxima
- Patricia Paay
- Jolande Sap
- Mabel Wisse Smit

## Elise Schaap
- Chantal Janzen
- Koningin Máxima

## Owen Schumacher
- Kader Abdolah
- Dries van Agt
- Ali B
- Woody Allen
- Martin van Amerongen
- Samir Azzouz
- Jan Peter Balkenende
- Frits Barend
- Sacha Baron Cohen (als "Borat")
- Frans Bauer
- Giel Beelen
- Dick Berlijn
- Prins Bernhard
- Osama bin Laden
- Gunnar Björnstrand (als "schildknaap Jöns" in Het zevende zegel)
- Antoine Bodar
- Godfried Bomans
- Derk Bolt
- Herman Brusselmans
- Fidel Castro
- Bart Chabot
- Chief (Groeten terug)
- Job Cohen
- Erik Dekker
- Maurice Dekkers (verslaggever Keuringsdienst van waarde)
- Johnny Depp (als "Willy Wonka" en "Jack Sparrow")
- Johan Derksen
- Hans Dorrestijn
- Kees Driehuis
- Joost Eerdmans
- Colin Firth (als "Mr. Darcy" in Pride and Prejudice)
- Philip Freriks
- Seth Gaaikema
- Louis van Gaal
- Rob Geus (De Smaakpolitie)
- Ilja Gort
- Dion Graus
- Frank de Grave
- Mariëtte Hamer
- Mark Hamill (als "Luke Skywalker" in de sequel van Star Wars)
- Samuel L. Jackson (als "Jules Winnfield" in Pulp Fiction)
- Fawaz Jneid
- Steve Jobs
- Gerard Joling
- Bennie Jolink
- Jort Kelder
- KITT (Knight Rider)
- Ab Klink
- Andries Knevel
- Wayne Knight (als "John Correli" in Basic Instinct)
- Kees van Kooten (als "F. Jacobse")
- Jeroen Krabbé (als "Guus" in Soldaat van Oranje)
- Bianca Krijgsman (als "Ingrid" in Zaai)
- Kuifje
- Jeroen Latijnhouwers
- Gerd Leers
- Paul van Loon
- Geert Mak
- Wilma Mansveld
- Marcel Marceau
- Ferry Mingelen
- Leonard Nimoy (als "Mr. Spock")
- Karl Noten
- Willem van Oranje
- Connie Palmen
- Alexander Pechtold
- Harry Piekema
- Ronald Plasterk
- Plato
- Jan Pronk
- Mohammed Rabbae
- Victor Reinier (als "Dick Vledder" in Baantjer)
- Keith Richards
- André Rieu
- Jan Roos
- Elio Di Rupo
- Michiel de Ruyter
- Dirk Scheringa
- Peter Slager (BLØF)
- Wesley Sneijder
- Harry Snijder
- Jack Spijkerman
- Spinvis
- Gerard Spong
- Co Stompé
- Danny Verbiest (als "Samson" in Samson en Gert)
- Maxime Verhagen
- Paul Verhoeven
- Gert Verhulst (als "Gert" in Samson en Gert)
- Dirk Verschoor
- Frans Weisglas
- Thijs Willekes
- Driek van Wissen
- Gerrit Zalm

## Laus Steenbeeke
- Simon Carmiggelt

## Dick van den Toorn
- Silvio Berlusconi
- Pier Eringa
- Felix Rottenberg
- Jan Slagter
- Koning Willem-Alexander

## Diederik van Vleuten
- Philip Freriks
- Toon Hermans
- Hans Wiegel

## Sanne Wallis de Vries
- Prinses Beatrix
- Cisca Dresselhuys
- Agnes Jongerius
- Diane Keaton
- Astrid Kersseboom
- Medy van der Laan
- Prinses Laurentien
- Maria
- Angela Merkel
- Linda de Mol
- Clairy Polak
- Sneeuwwitje
- Tinkebell

## Jack Wouterse
- Knut

## Als groep
- 3JS (Jeremy Baker als Jan Dulles, Jeremy Baker als Jaap de Witte, Paul Groot als Jaap Kwakman, Owen Schumacher als Jan Keizer)
- The Addams Family (Plien van Bennekom als "Morticia", Owen Schumacher als "Fester" en Paul Groot als "Lurch")
- Bassie en Adriaan (Paul Groot als Bassie en Owen Schumacher als Adriaan)
- Batman en Robin (Paul Groot als "Batman" en Owen Schumacher als "Robin")
- Cabaret (Jeremy Baker als "Emcee" en Bianca Krijgsman als "Fräulein Schneider")
- Doe Maar (Paul Groot als Henny Vrienten, Owen Schumacher als Ernst Jansz en Jeremy Baker als Jan Pijnenburg)
- De jeugd van tegenwoordig (Owen Schumacher als Vieze Fur, Paul Groot als Pepijn Lanen en Jeremy Baker als Willie Wartaal)
- K3 (Plien van Bennekom, Bianca Krijgsman en Nadja Hüpscher)
- K3 (Paul Groot, Owen Schumacher en Jeremy Baker)
- Kane (Paul Groot als Dinand Woesthoff, Owen Schumacher als Dennis van Leeuwen en Plien van Bennekom als gothic meisje)
- Liny en Marja uit Hoe schoon is jouw huis (Plien van Bennekom en Bianca Krijgsman)
- Magic Unlimited (Paul Groot, Owen Schumacher en Bianca Krijgsman)
- Nick & Simon (Paul Groot als Nick Schilder en Owen Schumacher als Simon Keizer)
- Snip en Snap (Jeremy Baker en Owen Schumacher)
- U2 (Paul Groot als Bono, Owen Schumacher als The Edge, Martijn Koning als Larry Mullen jr. en onbekend als Adam Clayton)
- Viktor & Rolf (Paul Groot en Owen Schumacher)
- Within Temptation (Plien van Bennekom als Sharon den Adel, Owen Schumacher en Paul Groot als gitaristen en Jeremy Baker als drummer)
- The Wizard of Oz (Sanne Wallis de Vries als "Dorothy", Paul Groot als "de leeuw", Owen Schumacher als "de blikken man" en Jeremy Baker als "de vogelverschrikker")